# Ирба (Курагинский район)
Ирба — посёлок в Курагинском районе Красноярского края. Входит в состав Курского сельсовета.

## География
Посёлок находится в южной части края, в пределах Алтае-Саянского горнотаёжного района, на правом берегу реки Ирбы, при железнодорожной линии Абакан — Тайшет, на расстоянии приблизительно 12 километров (по прямой) к северо-востоку от посёлка городского типа Курагино, административного центра района.

## Население
| 2010 |
| ---- |
| 24   |

Гендерный состав
По данным Всероссийской переписи населения 2010 года в гендерной структуре населения мужчины составляли 45,8 %, женщины — соответственно 54,2 %.